# Badalte Rishton Ki Dastaan

Badalte Rishton Ki Dastaan est une série télévisée dramatique indienne qui a été diffusée pour la première fois le 18 mars 2013 sur la chaîne de télévision indienne Zee TV. Cette série est une version hindi du film en bengali Khela,. À cause d'une faible audience sa diffusion a été arrêtée le 28 juin 2013. Cette série est diffusée en français depuis le 13 novembre 2013 sur la chaîne de télévision Antenne Réunion.

## Synopsis
Badalte Rishton Ki Dastaan relate l'histoire de relations entre divers protagonistes et la lutte contre la société patriachale. L'histoire tourne autour des personnages de Meera et Nandini. Meera est une jeune femme ambitieuse et indépendante qui cherche à s'épanouir dans la société en cherchant un amour sincère. Elle rencontre de nombreuses difficultés dans sa quête. À l'opposé Nandini est une femme soumise et soumise mais qui a des nerfs d'acier face aux épreuves qui jalonnent la série.

## Distribution
- Sanjeeda Sheikh : Meera Khandpal
- Additi Gupta : Nandini Aniruddh Astana
- Kiran Karmarkar : Balraj Asthana
- Abhinav Shukla : Aniruddh Balraj Asthana / Ani(Dead)
- Tanushree Kaushal : Aloka Kailash Asthana / Taiji / Ammaji
- Mona Ambegaonkar : Beeji
- Abhaas Mehta : Agasthya Kailash Asthana
- Chaitanya Choudhury : Akhil Kailash Asthana
- Richa Soni : Shyama Akhil Asthana / Bijli
- Rishi Khurana : Niranjan
- Namrata Thapa : Pallavi